# La leggenda del santo bevitore (racconto)
La leggenda del santo bevitore (Die Legende vom heiligen Trinker, 1939) è un racconto autobiografico dello scrittore austriaco Joseph Roth.
L'editore di Amsterdam Allert de Lange lo ha pubblicato postumo nel 1939. Tutta la straziata dispersione della vita di Roth, e soprattutto dei suoi ultimi anni, quando, proprio a Parigi, trovava una suprema, ultima lucidità nell'alcol, traspare in questa immagine di un uomo ormai tranquillamente estraneo a ogni società, visitato da brandelli di ricordi, generosamente disponibile a tutto ciò che incontra, e in segreto, fedele a un unico e apparentemente inutile voto.

## Trama

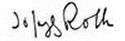
La firma di Joseph Roth

1934, Il libro segue le vicende di un alcolizzato, Andreas Kartak. Originario della Slesia polacca, al tempo parte dell'Impero Asburgico orientale, da dove era emigrato per lavorare nelle miniere di Quebecque, dopo aver ucciso il marito violento della sua amante e avere scontato due anni di carcere, vive da vagabondo sotto i ponti della Senna. Una sera, dopo il tramonto, nell'incerta luce del suo rifugio, riceve 200 franchi da un uomo che aveva deciso di dedicarsi alla fede cristiana dopo aver conosciuto la storia della piccola santa Teresa di Lisieux. Andreas si impegna a restituire il denaro la domenica seguente, facendo un'offerta nella chiesa di Ste-Marie des Batignolles, prima della messa delle dieci.
Molte volte Andreas, aiutato dal destino, avrà in tasca una somma di denaro sufficiente per saldare il proprio debito, recuperando l'onore e la dignità; altrettante volte si lascerà però distrarre da amori, vizi, vecchie amicizie, travolto dalla passione per le donne, gli amici e l'alcol (Pernod). Nelle ultime settimane della sua vita, nella primavera del 1934, Andreas Kartak Olschowice proveniente dalla Slesia polacca è testimone e protagonista di una serie di miracoli che lo aiutano a rimettersi in sesto, a trovare abiti decenti, alcuni amici di un tempo e la donna amata. Dopo il primo "miracolo" trova un borghese gentile, "eccezionalmente grasso", che lo assume per sovrintendere ad un trasloco e, oltre a pagargli il compenso pattuito di 200 franchi, gli offre da bere. Incontra anche la sua ex amante, Karoline, con cui aveva rotto prima di andare in prigione. Fanno una gita, si annoiano, passano la notte insieme ma all'alba Andreas, la vede "pallida, gonfia, e con il respiro pesante, dormiva il sonno mattutino delle donne che invecchiano". Si veste ed esce furtivamente, lasciandola addormentata.
Nel portafoglio usato che ha comprato per sistemare il denaro guadagnato, trova una banconota da 1.000 franchi. Un vecchio compagno di scuola, diventato un calciatore, ricco e famoso, lo ospita nel suo albergo e lo riveste da capo a piedi. Qui ha un'avventura con una ballerina del casinò, Gabby, che però gli sfila parte dei soldi. Andreas non se la prende: "il piacere si paga, e lui il piacere l'aveva avuto". Nonostante tutto rimane fiducioso che i miracoli continuino. Si reca alla chiesa dove deve portare i 200 franchi alla piccola Therese e qui incontra un amico che, oltre a coinvolgerlo in altre sbornie, si rivela uno scroccone e gli sottrae i soldi che doveva lasciare in chiesa. La sera successiva, lo stesso uomo misterioso che gli aveva prestato i primi 200 franchi gliene dà altri 200. Aspetta la domenica seguente, si reca in chiesa e qui, prima di poter consegnare i soldi, si sente male e muore "Voglia Dio concedere a tutti noi, a noi bevitori, una morte tanto lieve e bella".

## Personaggi
- Andreas Kartak: il protagonista della storia, è un vagabondo proveniente dalla Slesia, ex-minatore.
- Karoline: la donna sposata della quale Andreas era l'amante ai tempi in cui era minatore.
- Woitech: amico di Andreas, anche lui ex-minatore.
- Kanjak: amico di Andreas, famoso calciatore.
- Santa Thérèse: (in effigie)

## Considerazioni

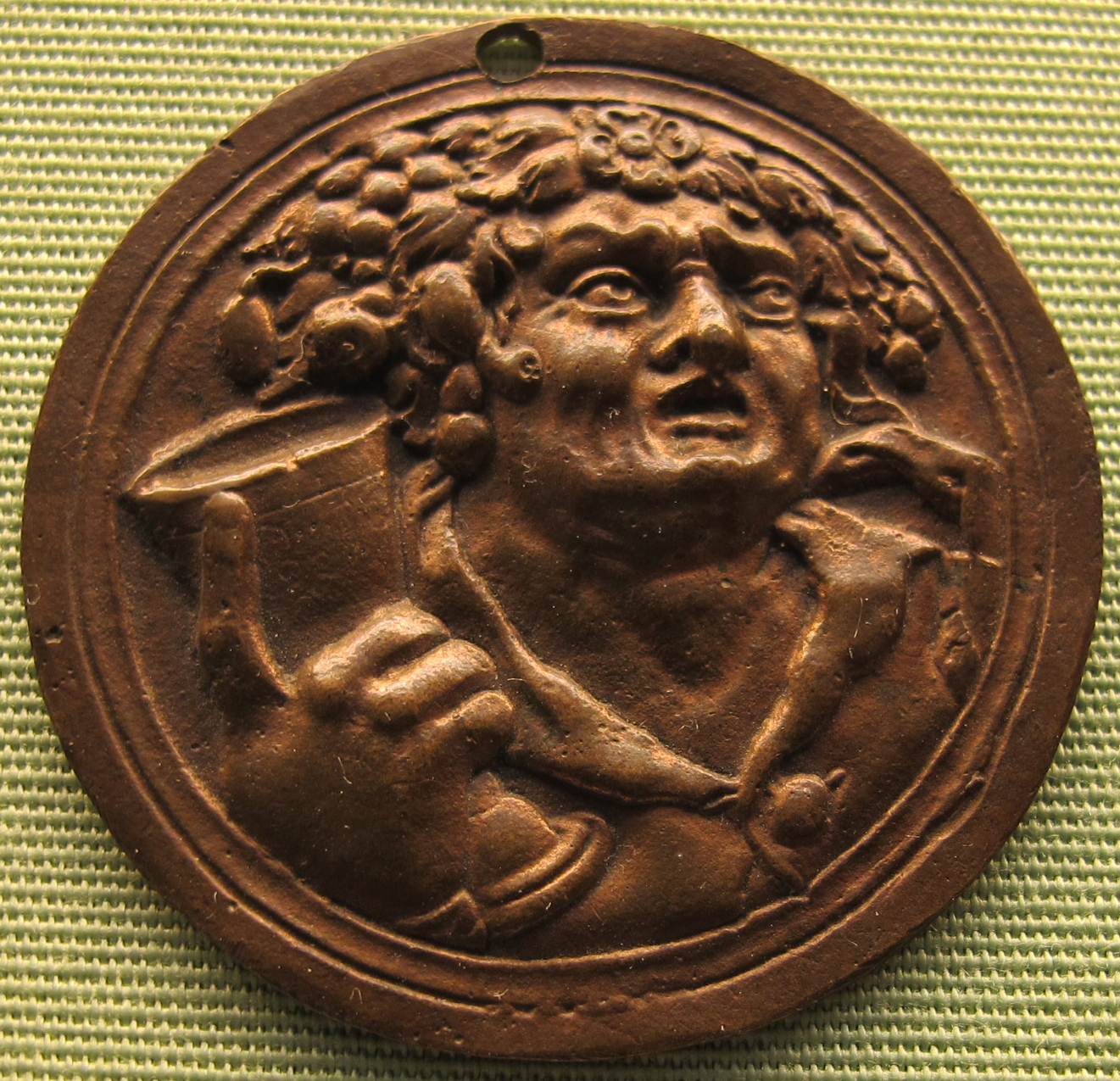
Olanda o Germania, ritratto di bevitore, XVI secolo

Il tema di fondo è l'incerta collocazione sociale dei derelitti che Roth raffigura nei suoi romanzi: «Ovviamente duecento franchi sono meglio di venti, ma sono un uomo di parola. Sembra che lei non riesca neanche a vedermi. Non mi è possibile prendere il denaro che mi vuole offrire, e precisamente per queste ragioni: primo, perché non ho mai avuto il piacere di fare la sua conoscenza; secondo, perché non saprei dirle in che modo e quando potrei ridarglieli; e terzo, perché lei non ha la possibilità di richiederne la restituzione prima del dovuto. Non possiedo un indirizzo. Quasi tutti i giorni vivo sotto questo o quel ponte. Ma anche se non possiedo un indirizzo sono un uomo di parola, come le ho già detto». Questo significa che, sia pure senza fissa dimora, Andreas rimane una persona cui bisogna riconoscere una certa dignità.
Come Franz Tunda, Nicholas Tarabas, Kargan e altri protagonisti dei romanzi di Roth, anche Andreas Kartak si muove in quella zona grigia, tra benessere e aberrazione, partecipando, senza crederci, ai riti di una borghesia che lo attrae e lo disgusta. Ospite su questa terra. Roth ed Andreas si somigliano. Entrambi provenienti dai territori di quello che fu il grande e multinazionale impero asburgico, dissolto e frantumato dopo la prima guerra mondiale. Dissipati e consumati dall'abuso di alcol eppure magicamente attaccati alla vita e ai suoi inspiegabili eventi. Pieni di speranza e sicuri del proprio valore, nonostante l'indifferenza di chi li guarda, li giudica e li giudica male. Come dice lo stesso Roth: "Ecco quel che sono veramente: cattivo, sbronzo, ma in gamba". Hackert accusa il racconto di essere eccessivamente autoreferenziale e sentimentale: "una sbornia di auto-osservazione.

## Citazioni
- "Voglia Dio concedere a tutti noi, a noi bevitori, una morte tanto lieve e bella"[9].
- "Una sera di primavera dell'anno 1934 un signore di una certa età scese i gradini in pietra che da uno dei ponti sulla Senna conducono alle rive del fiume. Là, come quasi tutti sanno ma in questa occasione merita di essere ricordato, sono soliti dormire, o meglio accamparsi, i vagabondi di Parigi. Uno di questi vagabondi veniva per caso incontro all'anziano signore ben vestito, che dava l'impressione di essere un viaggiatore interessato a visitare le bellezze delle città straniere. Il vagabondo aveva un aspetto malandato e pietoso, proprio come gli altri con cui condivideva la propria esistenza, eppure all'anziano signore ben vestito sembrò degno di particolare attenzione; il perché, non lo sappiamo.[10]"
- «Ovviamente duecento franchi sono meglio di venti, ma sono un uomo di parola. Sembra che lei non riesca neanche a vedermi"[4].
- "Ecco quel che sono veramente: cattivo, sbronzo, ma in gamba"[7]

## Trasposizioni cinematografiche
Franz Josef Wild nel 1963, ne ha tratto un film con Ernst Fritz Fürbringer e con Hannes Messemer nel ruolo di Andreas. Di questo racconto è stata realizzata una celebre trasposizione cinematografica, con lo stesso titolo, diretta da Ermanno Olmi. Nel ruolo di Andreas Kartak, l'attore olandese Rutger Hauer. L'opera vinse il Leone d'oro al Festival del cinema di Venezia nel 1989 e il premio David di Donatello nel 1989. Inoltre ricevette nove premi cinematografici.

## Edizioni italiane
- La leggenda del santo bevitore. Racconto, trad. Chiara Colli Staude (condotta sul testo pubblicato in Germania da Kiepenheur und Witsch, Köln, 1956), Collana Piccola Biblioteca n.20, Adelphi, Milano, I ed. 1975, ISBN 978-88-45-90174-4, pp. 74.
- La leggenda del santo bevitore, trad. Laura Terreni, a cura di F. Pilato, Collana Letture.Eolo n.4, La Nuova Italia, Firenze, 1992, ISBN 978-88-22-11048-0, pp. XVI-160.
- La leggenda del santo bevitore. Fuga senza fine. Introduzione di Giorgio Manacorda, trad. M. Pesetti, Collana Grandi tascabili economici, Newton & Compton, Roma, 2010-2015, ISBN 978-88-54-11705-1, pp. 141.
- La leggenda del santo bevitore, Collana Classici Tascabili n.11, Baldini Castoldi Dalai, Milano, 2010, ISBN 978-88-60-73658-1, pp. 62.
- La leggenda del santo bevitore, trad. L. Rotter, Collana Classici illustrati, Barbès, 2010, ISBN 978-88-62-94071-9, pp. 120; Edizioni Clichy, Firenze, 2013.
- La leggenda del santo bevitore. A cura di Giulio Schiavoni, Collana I Grandi Romanzi, BUR, Milano, 2012, ISBN 978-88-17-05826-1, pp. 105.
- La leggenda del santo bevitore. Traduzione di Enrico Ganni, Collana Einaudi tascabili.Scrittori, Einaudi, Torino, 2015, ISBN 978-88-06-22625-1, pp. 80.